# Lord juridique
Le terme de Lord judiciaire est la traduction courante en français du terme anglais Law Lord.
Jusqu'en 2009, des juges siégeaient à la Chambre des lords au Royaume-Uni avec le titre de Lords judiciaires. Ce terme n'est plus employé au Royaume-Uni, mais est employé depuis 2008 au Royaume des Tonga.

## Royaume-Uni
Voir: Instance judiciaire de la Chambre des lords
voir: Lord of Appeal in Ordinary
Depuis 1399, la Chambre des lords constituait la plus haute cour d'appel d'Angleterre, puis du Royaume-Uni lors de l'union des royaumes d'Angleterre et d'Écosse en 1707. Jusqu'en 1876, l'ensemble des Lords exerçaient cette fonction de cour suprême. En 1876, la loi Appellate Jurisdiction Act disposa que seuls des magistrats professionnels pouvaient exercer ces fonctions. Dès lors, la cour suprême fut constituée de douze juges hautement qualifiés nommés à la Chambre des lords avec le titre de Lords of Appeal in Ordinary - ou Law Lords. Ils étaient nommés par le monarque, qui par convention constitutionnelle les nommait en accord avec les recommandations du premier ministre.
Le 1er octobre 2009, la loi Constitutional Reform Act de 2005 entra en vigueur, abolissant les fonctions judiciaires de la Chambre des lords. Les Law Lords cessèrent d'y siéger, et de porter ce titre ; ils devinrent simplement juges de la toute nouvelle Cour suprême du Royaume-Uni,.
Les douze juges suivants furent les derniers Law Lords au Royaume-Uni : Lord Hope de Craighead, Lord Saville de Newdigate, Lord Rodger d'Earlsferry, Lord Walker de Gestingthorpe, Lady Hale de Richmond, Lord Carswell, Lord Brown d'Eaton-sous-Heywood, Lord Mance, Lord Neuberger d'Abbotsbury, Lord Phillips de Worth Maltravers, Lord Collins de Mapesbury, Lord Kerr de Tonaghmore.

## Tonga
Alors que la fonction de Lord judiciaire disparaissait au Royaume-Uni, elle était créée aux Tonga, pays dont les institutions et leurs titres s'inspirent dans une grande mesure du modèle britannique. Le pays avait, depuis le dix-neuvième siècle, une noblesse héréditaire constituée de "lords",. En juillet 2008, le roi George Tupou V institua un Comité judiciaire au Conseil privé, et à cet effet nomma quatre Law Lords, fonction jusque-là inexistante, pour le constituer. L'un de ces nouveaux Lords judiciaires était un noble héréditaire, élevé à cette occasion au titre de baron ; les trois autres étaient des roturiers, professionnels du droit, nommés pour cette occasion à des titres de noblesse non-héréditaire (les premiers titres de ce type dans l'histoire du pays). Les Law Lords tongiens ont pour fonction de conseiller le roi dans l'exercice de ses prérogatives judiciaires. Ils ne sont pas des juges, ne constituant un tribunal que pour examiner des appels contre un jugement du Tribunal foncier en relation à des titres de propriété héréditaires,,.
Les quatre personnes suivantes furent les premiers Law Lords tongiens, et les seuls à ce jour : Baron Fielakepa, Lord Tupou de Kolofoʻou, Lord Dalgety de Sikotilani Tonga, Lord Tufui de Talaheu.